# Hallandsleden

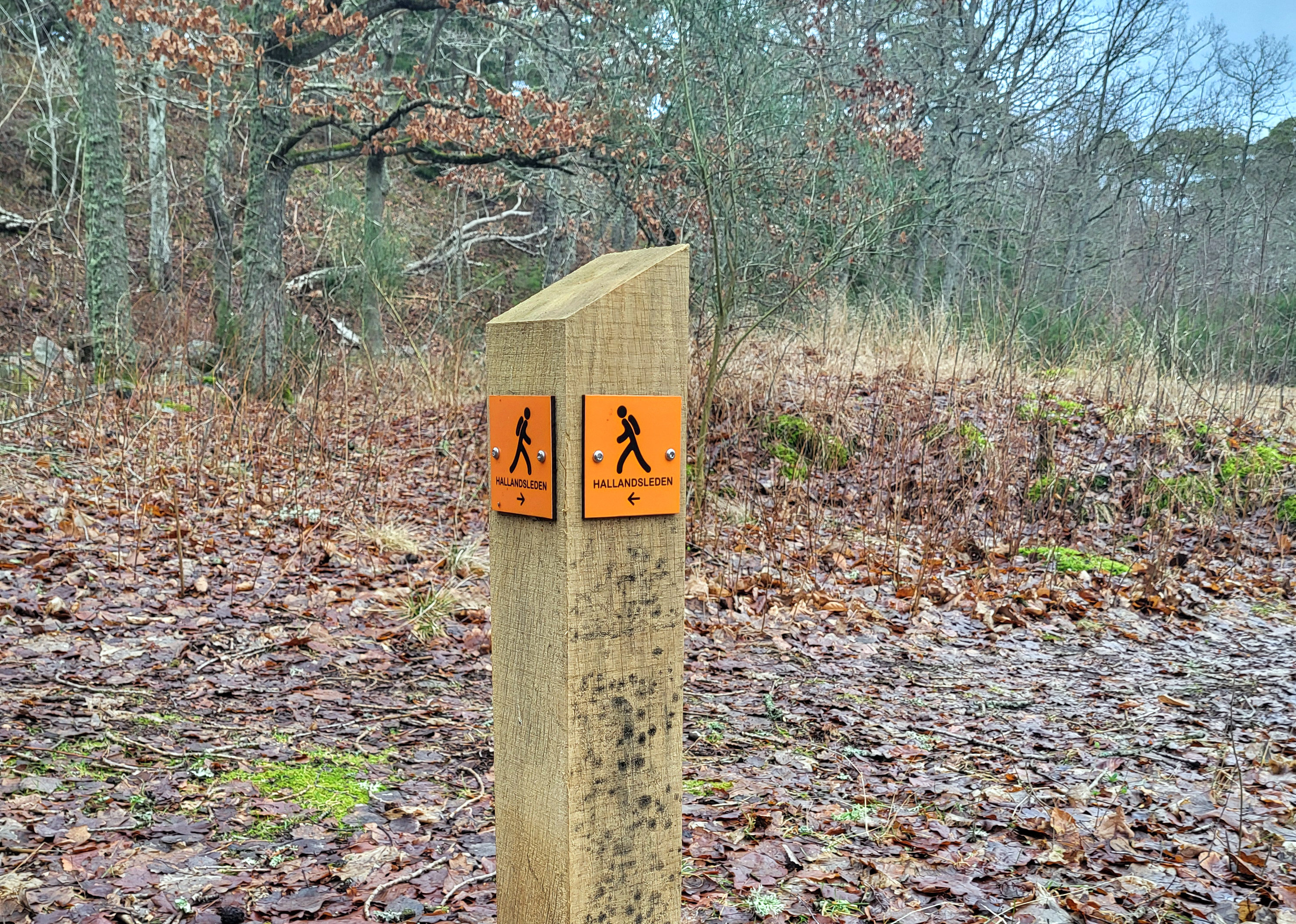
Hallandsleden ledmarkering

Hallandsleden är en vandringsled genom Hallands län. som är uppdelad i 3 delleder och består sammanlagt av över 450 km. Den ansluter i söder till Skåneleden och i norr till Bohusleden. Leden går i huvudsak genom landskapet Halland med undantag för en kortare sträcka som passerar genom landskapet Småland strax öster om tätorten Rydöbruk. På sin väg genom Halland kan du välja på en östlig och en västlig sträckning av leden. De båda sträckningarna förenas i Åkulla, öster om Varberg och i Gyltige norr om Simlångsdalen.
Efter förhandlingar med markägarna kunde Hallandsleden invigas 1978, då en grupp ur Hallands Vandrarsällskap under ledning av Gert Vänestål på två dagar tog sig från Oskarström till Åkulla i Varbergs kommun. Kartan fick vägleda, då märkningen utfördes först året därpå.
Leden är markerad med orange färg. Längs leden finns rastställen med vindskydd och grillplatser. Leden går till viss del genom terräng, som inte är vad man kan kalla 'barnvagnsvänlig'. Hallandsledens tre delleder ger dig en chans att uppleva Hallands omväxlande natur och rika kulturutbud.
Hallandsleden ingår som en del i den 500 mil långa Nordsjöleden runt Nordsjön, som passerar Norge, Sverige, Danmark, Tyskland, Nederländerna och Storbritannien .
De 3 dellederna är:
- Norra delleden - 133 km sträcker sig från Kungsbacka till Varberg. I norra Halland vid Blåvättnerna möter Hallandsleden vandringsleden Bohusleden. Hallandsleden tar dig sedan ner mot Varberg eller in till det vackra området Åkulla Bokskogar, där leden delar sig i en östlig och västlig sträckning.
- Mellersta delleden - västlig sträcka 99 km, östlig sträcka 114 km Falkenberg till Hylte. I Åkulla området delar sig Hallandsleden i en östlig sträckning som tar dig förbi Ullared och genom Hyltes inland. Den västliga sträckningen går genom vackra Ätradalen.
- Södra delleden - 83 km sträcker sig från Halmstad till Laholm. Denna södra del tar dig från Frodeparken ner till Koarp i södra Halland där Hallandsleden möter Skåneleden. På vägen söderut norr om Simlångsdalen passerar du Gyltige där leden delar sig i en östlig och en västlig riktning.

Hallandsleden är ett samarbete mellan kommunerna Laholm, Halmstad, Hylte, Falkenberg, Varberg och Kungsbacka och Region Halland.